# Eynesil
Eynesil là một huyện thuộc tỉnh Giresun, Thổ Nhĩ Kỳ. Huyện có diện tích 72 km² và dân số thời điểm năm 2007 là 14244 người, mật độ 198 người/km².